# Yarásandha
En la mitología hinduista, Yarasandha fue un rey de Magadha y Chedi. También era un gran devoto del dios Shivá. Pero se le considera negativamente debido a su enemistad con los piadosos príncipes Pándavas.
Se le identifica con el dánava Vipra Chitti.

## Nombre sánscrito
- jarā́saṃdha, en el sistema AITS (alfabeto internacional para la transliteración del sánscrito).[2]
- जरासंध, en escritura devanagari del sánscrito.[2]
- Pronunciación:
  - /yará sámdja/ en sánscrito[2][3] o bien
  - /yorasámd/ en varios idiomas modernos de la India (como el bengalí, el hindí, el maratí o el palí).
- Etimología: ‘[el que fue] unido por Yara’.[2]
  - yáraa: ‘vejez’; es una raksasi (monstrua caníbal) que ―según el Visnú-purana― era hija de Mritiú (la Muerte).

## Leyenda sobre su nacimiento
Según el Majabhárata (texto épico-religioso del siglo III a. C.) Yará Samdha era el hijo de un rey llamado Brijad Ratha (cuya leyenda se menciona en el Rig-veda, el texto más antiguo de la India, de mediados del II milenio a. C.).
Brijad-Ratha era el rey de Magadha. Sus esposas eran dos princesas gemelas de Kashi (actual Benarés). A pesar de que Brijadratha llevaba una vida de placeres y era un rey famoso, durante un tiempo muy largo no pudo tener hijos, porque creía que ambas esposas eran estériles. Frustrado por no tener descendencia, se retiró a la selva y terminó sirviendo a un sabio llamado Chanda Kaushika.
El sabio, complacido con su servicio doméstico, se apiadó del rey y le dio una fruta mágica. Le dijo que se la diera a su esposa, y esta quedaría embarazada. Pero el sabio no sabía que el rey tenía dos esposas. Brijad Ratha no quiso disgustar a ninguna de ellas, por lo que cortó la fruta por la mitad y se las dio a ambas. Las dos hermanas quedaron embarazadas, pero cada una dio a luz a la mitad de un bebé diminuto. Estas dos mitades sin vida eran horribles. Brijad Ratha ordenó que se tiraran los dos pedazos al bosque. Una demonia (rakshasi) llamada Yara (o Barmata) encontró estos dos trozos de bebé y los tomó en sus manos para comerlos. Pero cuando los acercó entre sí, las dos mitades se unieron y el niño resucitó y empezó a chillar. Asustada, lo dejó caer. No tenía el corazón como para comerse a un bebé vivo, por lo que lo recogió y fue hasta la casa del rey Brijad Ratha y le explicó lo que le había pasado. El rey se quedó con el bebé y lo llamó Yará Samdha (que literalmente significa ‘unido por Yara’).
Chanda Kaushika llegó a la corte y vio al niño. Profetizó a que ese niño tendría mucho talento guerrero y sería un gran devoto de Shivá.
En la India existen tribus que dicen ser descendientes de Yará Sandh y al ponerle nombre a sus hijos utilizan el sufijo Yoría (que significa ‘trozo de carne’) en honor de Yará Sandha.

## Vida de Yará Sandha

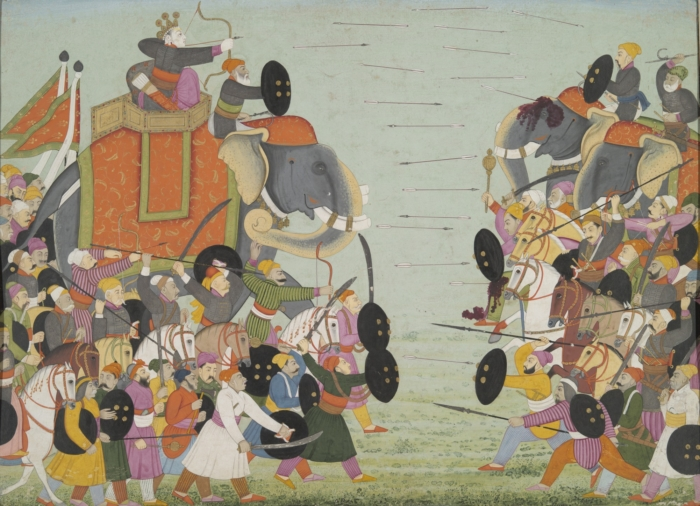
Batalla entre Balarama y Yará Sandha. Ilustración del Bhagavata-purana, entre 1760 y 1765. Acuarela opaca y oro sobre papel. Tamaño: 27.2 × 37.6 cm. Periodo mughal (entre 1526 y 1857).

Yará Sandha se convirtió en un rey famoso y poderoso, extendiendo su imperio a lo largo y a lo ancho de Magadha. Él se impuso a muchos reyezuelos, y fue coronado emperador de Magadha. Pero aunque su poder continuaba creciendo, Yará Sandha estaba preocupado por el futuro de su imperio, ya que no tenía ningún hijo varón. Siguiendo el consejo de su amigo el rey Banasura, Yará Sandh decidió casar a sus hijas Asti y Prapti el heredero aparente del reino de Mathurá, Kamsa. Yará Sandha le prestó su ejército y le dio consejos personales a Kamsa para perpetrar un golpe de Estado en Mathura y tomar el poder.
Unos 20 años después el pastor Krisná aprovechó una competencia de artes marciales que había convocado el rey Kamsa y lo mató, usurpando el trono. El rey Yará Sandha se enfureció con Krisná por haber hecho enviudar a sus dos hijas.
Yará Sandha invadió Mathurá con un gran ejército de «demonios», pero el ejército de Mathurá lo destruyó. Al año siguiente, Yará Sandha volvió a invadir Mathurá y los mathuranos volvieron a destruir su ejército. Durante 17 años, Yará Sandha reunió un ejército formado por sus aliados, invadía Mathurá y era destruido. En la última invasión ―la decimoctava― recibió la ayuda de otro asura llamado Kala Iávana, que rodeó Mathurá con otro ejército de 30 millones de demonios monstruosos. En medio de la batalla, Krisná abandonó el combate y decidió huir con toda su tribu a Duáraka, una isla frente al continente, a 1300 km de Mathurá.
Como Duáraka era una isla fuertemente custodiada por el ejército iádava, Yará Sandha no fue capaz de sitiarla, atacarla o invadirla, como había hecho tantas veces con Mathurá. Para obtener la capacidad de invadir Duáraka, Yará Sandha planeó llevar a cabo un iagñá para complacer al dios Shivá. Para este iagñá, planeaba realizar un sacrificar en el fuego a 100 reyezuelos. Ya había secuestrado y encarcelado a 95, por lo que solo le faltaban cinco. El supersticioso Yará Sandha creía que este iagñá le permitiría ganarle al poderoso ejército iádava.
Los reyes capturados por Yará Sandha enviaron una carta secreta a Krisná pidiéndole que los rescatara de Yará Sandha. Krisná, que no quería guerrear contra Yará Sandha para rescatar a los reyes capturados, ideó un plan para asesinar a Yará Sandha: instiló en Iudhistira la idea de que no debía conformarse con ser un rey más: debía convertirse en emperador, rey de todos los reyes del mundo.
Como símbolo de imperio, Iudhisthira tendría que llevar a cabo un iagña rayasuia o ashuamedha. Krisna lo convenció de que Yará Sandha era el único obstáculo para su pretensión de convertirse en el rey del mundo, y debería ser asesinado antes de que Iudistira comenzara el iagñá rayasuia.

## El combate de Bhima con Yará Sandha

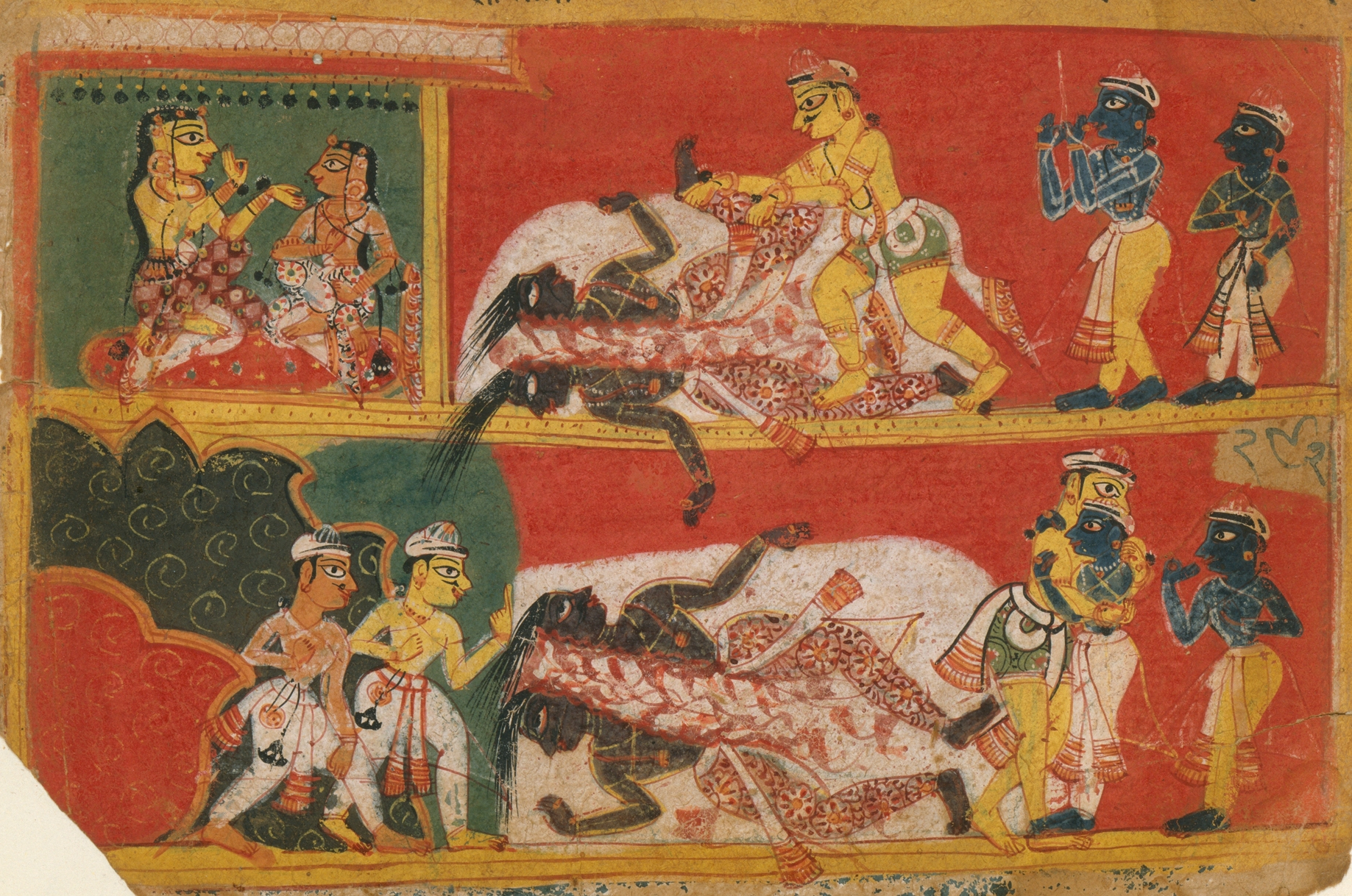
Bhima mata a Yará Sandha, ilustración de un manuscrito disperso del Bhágavata-purana, entre 1520 y 1540, de la zona de Delhi-Agra. Tinta y acuarela opaca sobre papel.

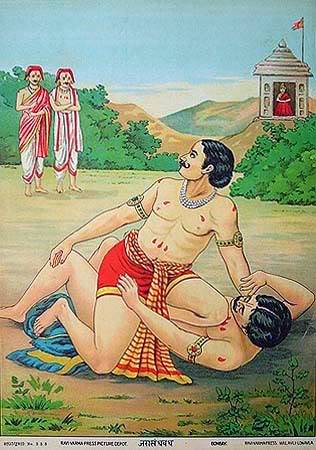
Jarasangh Vadh (el asesinato de Yará Sandha), cuadro de Ravi Varma.

Al igual que el rey Karna, Yará Sandha era muy bueno en dar donaciones de caridad a los miembros de la casta brahmán. Después de realizar su pusha (adoración) al dios Shivá, solía dar cualquier cosa que le pidiera un brahmán.
Entonces Krisna con Áryuna y Bhimá ―dos hermanos de Iudhistir― se disfrazaron de brahmanes y se presentaron ante Yará Sandha justo cuando terminaba su adoración. Cuando este les solicitó que le pidieran cualquier cosa que quisieran, Krisna le pidió que eligiera a cualquiera de los tres para un combate de lucha libre.
Yará Sandha eligió al más grande de los tres, Bhima.
Se trenzaron en un duro combate, y al atardecer pararon para dormir. Al día siguiente se trenzaron nuevamente, con pausas para comer y descansar. Así lucharon durante 12 días (duandua iudja).
Pero Bhima no sabía cómo derrotar a Yará Sandha. Así, buscó la ayuda de Krisna. Krisna conocía el secreto del nacimiento de Yará Sandha. Como Yará Sandha había sido resucitado cuando se juntaron sus dos mitades sin vida, Krisna dedujo que moriría si se lo desgarraba por su costura. Mientras Bhimá y Yará Sandha peleaban a puñetazos, Krisna tomó una brizna de hierba (o una vara) y la bifurcó a lo largo.
Bhima aunque era un poco simple, captó la indirecta. Derribó a Yará Sandha y pisó una de sus piernas. Tomó la otra y tiró de ella hasta que en medio de los alaridos de Yará Sandha se empezó a desprender una mitad de la otra por su rafe (costura). Así quedó el hombre con una pierna, un testículo y un brazo. Solo la cabeza quedó unida. Sin embargo Yará Sandha no se murió. Llenando su boca de imprecaciones contra el simple Bhimá y contra Krisná, las dos mitades de su cuerpo se reunieron por la costura.
Bhima recurrió nuevamente a su amigo Krisná. Este tomó otra brizna de hierba y la dividió en dos a lo largo. Después tiró cada mitad lejos una de la otra. Bhimá volvió a bifurcar a Yará Sandha y tuvo la precaución de tirar lejos ambos pedazos. Pero, para horror de los tres, las dos mitades se arrastraron, guiadas por sus ojos únicos, y se volvieron a juntar. Yará Sandha fue capaz de atacar a Bhima nuevo.
Bhima volvió a buscar la ayuda de su inteligente amigo. Esta tercera vez, Krisná tomó una brizna de hierba, la bifurcó pero volvió a unirla, poniendo en contacto la punta superior de una mitad con la base inferior de la otra mitad. Bhima por tercera vez rasgó el cuerpo de Yará Sandha en dos y unió las dos medias bocas con los dos medios anos y lo abrazó fuertemente para evitar que se separara para respirar. Pocos minutos después de que las costuras se sellaron, Yará Sandha murió asfixiado.
Después de su muerte, los Pandavas pusieron en libertad a los 95 reyes encarcelados por Yará Sandha y coronaron a su hijo, Sajádeva como nuevo rey de Magadha. Así, estos 95 reyes, junto con Sajádeva, se convirtieron en aliados de los Pándavas, y más tarde lucharían de su lado en la gran guerra del Majabhárata.